# Оверланд (Мисури)
Оверланд (енгл. Overland) град је у америчкој савезној држави Мисури.

## Демографија
По попису из 2010. године број становника је 16.062, што је 776 (-4,6%) становника мање него 2000. године.
| Група             | 2000.          | 2010.          |
| Белци             | 13.875 (82,4%) | 11.448 (71,3%) |
| Афроамериканци    | 1.885 (11,2%)  | 2.628 (16,4%)  |
| Азијати           | 339 (2,0%)     | 518 (3,2%)     |
| Хиспаноамериканци | 368 (2,2%)     | 1.027 (6,4%)   |
| Укупно            | 16.838         | 16.062         |